# پوکا پونتا (انکاش)
پوکا پونتا (به اسپانیایی: Puka Punta) یک کوه در پرو است که در Peru, Ancash Region واقع شده‌است. پوکا پونتا ۴٬۸۰۰ متر بالاتر از سطح دریا واقع شده‌است.